# Миљијара 56 II (Латина)
Миљијара 56 II је насеље у Италији у округу Латина, региону Лацио.
Према процени из 2011. у насељу је живело 62 становника. Насеље се налази на надморској висини од 6 м.